# Liste de jeux PC-Engine
La liste de jeux PC-Engine répertorie les jeux vidéo disponibles sur la console de jeu PC-Engine.
Sauf mention contraire, les jeux sont sortis au format HuCard (HC). Les signalétiques (CD), (SCD) et (ACD) font respectivement référence aux formats CD-ROM², Super CD-ROM² et Arcade CD-ROM².
- Haut – A
- B
- C
- D
- E
- F
- G
- H
- I
- J
- K
- L
- M
- N
- O
- P
- Q
- R
- S
- T
- U
- V
- W
- X
- Y
- Z

## 0-9
- 1552 Tenka Tairan (SCD)
- 1941: Counter Attack
- 1943 Kai: Midway Kaisen
- 21 Emon
- 3×3 Eyes: Sanjiyan Henjyo (SCD, ACD)

## A
- A Ressha de Ikō III (SCD)
- Addams Family, The (CD)
- Advanced V.G. (SCD)
- Adventure Island (Takahashi Meijin no Bouken Jima au Japon)
- Adventure Quiz Capcom World Hatena no Dai Bouken (SCD)
- Aero Blasters
- After Burner II
- Ai Cho Aniki (SCD)
- Air Zonk
- Akiyamajin no Suugaku Misuteri - Hihou Indo no Honoo wo Sisyu Seyo (SCD)
- Akumajō Dracula X: Chi no rondo (SCD)
- Aldynes: The Mission Code for Rage Crisis
- Alice in Wonderdream
- Alien Crush
- Alshark (SCD)
- Ane-san (SCD)
- Altered Beast (HC, CD)
- Alzadick: Summer Carnival '92 (CD)
- Ankoko Densetsu
- Aoi Blink
- Appare! Gateball
- Armed F
- Artist Tool
- Art of Fighting (ACD)
- Arunamu No Kiba (SCD)
- Asuka 120% Maxima Burning Fest (SCD)
- Atlas: Renaissance Voyager, The (SCD, ACD)
- Aurora Quest Otaku No Seiza (SCD)
- Auto Crusher Palladium (SCD)
- Avenger (CD)
- AV Poker World Gambler
- AV Tanjo (SCD)
- Atomic Robo-Kid Special
- Astralius: Mateki Densetsu (CD)

## B
- Babel
- Baby Jo in “Going Home” (SCD)
- Bakuden: Unbalanced Zone (SCD)
- Bakuretsu Hunter: Duo Comic (cf. Sorcerer Hunters, SCD)
- Bakushō Yoshimoto no Shinkigeki (SCD)
- Ballistix
- Bari Bari Densetsu
- Barunba
- Basted (SCD)
- Batman
- Battle Ace
- Battlefield '94 in Super Battle Dream (ACD)
- Battle Lode Runner
- Battle Royale
- Bazaru de Gozaru no Game Degozaru (SCD)
- Be Ball (Chew Man Fu aux États-Unis)
- Benkei Gaiden
- Beyond Shadowgate (SCD)
- Bikkuriman Daijikai (CD)
- Bikkuriman World (aussi connu sous le nom Wonder Boy in Monster Land)
- Bishojyo Jyanshi Idol Pai (SCD)
- Bishojo Senshi Sera Mun (cf. Sailor Moon, SCD)
- Bishōjo Senshi Sērā Mūn Collection (SCD)
- Black Hole Assault (SCD)
- Blodia
- Blood Gear (SCD)
- Bloody Wolf
- Body Conquest II
- Bomberman
- Bomberman '93
- Bomberman '94
- Bonanza Bros. (SCD)
- Bouken Danshaken Don San-Heart Hen
- Boxyboy
- Brandish (SCD, ACD)
- Bravoman
- Break In
- Browning (SCD)
- Bubblegum Crash (cf. Bubblegum Crash)
- Bullfight Ring No Haja
- Builderland (SCD)
- Burai: Hachigyoku no yūshi densetsu (CD)
- Burai II (SCD)
- Burning Angels

## C
- Cadash
- CAL II (SCD)
- CAL III (SCD)
- Camp California (SCD)
- Cardangels (SCD)
- CD Battle Hikari No Yuushatachi (SCD)
- CD Bishojyo Pachinko 4 Sisters (SCD)
- CD Denjin Rockabilly Tengoku (SCD)
- CD Hanafuda Bishojuo Gambler (SCD)
- CD Mahjong Bishoujo Tyuushinha (SCD)
- CD Pachisuro Bishojuo Gambler (SCD)
- Champion Wrestler
- Champions Forever Boxing
- Championship Rally (SCD)
- Chase H.Q.
- Chew-Man-Fu
- Chibi Maruko-chan Quiz De Pihyara
- Chiki Chiki Boys (SCD)
- Chikudenya Toubee
- Cho Aniki (SCD)
- Cyber City Oedo 808 (CD)
- Circus Lido
- City Hunter
- Cobra (CD)
- Cobra II: Densetsu no Otoko (CD)
- Color Wars (CD)
- Columns
- Coryoon
- Cosmic Fantasy (CD)
- Cosmic Fantasy 2 (CD)
- Cosmic Fantasy 3 (SCD)
- Cosmic Fantasy 4: Chapter 1 (SCD)
- Cosmic Fantasy 4: Chapter 2 (SCD)
- Cotton: Fantastic Night Dreams (SCD)
- Cratermaze
- Crazy Hospital: Fushigi No Kuni No Tenshi (SCD)
- Crest of Wolf (SCD)
- Cross Wiber
- Cyber Core
- Cyber Cross
- Cyber Dodgeball
- Cyber Knight

## D
- Daichikun Crisis: Do Natural
- Daisenpu
- Daisenpu Custom (CD)
- Daisenryaku II: Campaign Version (SCD)
- Darius Alpha
- Darius Plus
- Darkwing Duck
- Davis Cup Tennis (HC aux États-Unis, SCD au Japon)
- Dead of The Brain 1 & 2 (SCD)
- Dead Moon
- Death Bringer: The Knight of Darkness (CD)
- Deep Blue
- De Ja (SCD)
- Dekoboko Densetsu Hashiru Wagamanma (CD)
- Dennou Tenshi: Digital Angel (SCD)
- Detana! Twin Bee
- Devil's Crush
- Die Hard
- Digital Champ
- Don Doko Don
- Doraemon: Meikyu Daisakusen
- Doraemon: Nobita No Dorabian Night (HC, SCD)
- Double Dragon II: The Revenge (SCD)
- Doukyuusei (SCD)
- Double Dungeons
- Double Ring
- Download
- Download 2 (CD)
- Downtown Nekketsu Monogatari (SCD)
- Downtown Nekketsu Soreyuke Daiundoukai (SCD)
- Dragon Ball Z: Idainaru Son Gokū densetsu
- Dragon Egg!
- Dungeon Explorer II (SCD)
- Dragon Half (SCD)
- Dragon Knight & Graffiti (SCD)
- Dragon Knight II (SCD)
- Dragon Knight III (SCD)
- Dragon Saber
- Dragon Slayer: The Legend of Heroes (SCD)
- Dragon's Curse
- Dragon Spirit
- Drop Rock Hora Hora (Drop Off aux États-Unis)
- Dungeon Explorer
- Dungeon Master: Theron's Quest (SCD)
- Dynastic Hero, The (SCD)

## E
- Efera & Jiliora: The Emblem From Darkness (CD)
- Eikan Wa Kimini (SCD, ACD)
- Eiyuu Sankokushi (SCD)
- Emerald Dragon (SCD)
- Energy
- Eternal City: Toshi Tenso Keikaku
- Exile: Toki no Hazama (CD)
- Exile II (SCD)

## F
- F1 Circus
- F1 Circus '91
- F1 Circus '92
- F1 Circus Special (SCD)
- F-1 Dream
- F1 Pilot: You're King of Kings
- F1 Team Simulation Project F (SCD)
- F1 Triple Battle
- Faceball (SCD)
- Falcon
- Fantasy Zone
- Farjius No Jakoutei: Neo Metal Fantasy (SCD)
- Fatal Fury 2 (ACD)
- Fatal Fury Special (ACD)
- Faussete Amour (SCD)
- Fiend Hunter (SCD)
- Fighting Run
- Fighting Street (CD)
- Final Blaster
- Final Lap Twin
- Final Match Tennis
- Final Soldier
- Final Zone II (CD)
- Fire Pro Wrestling
- Fire Pro Wrestling: 2nd Bout
- Fire Pro Wrestling 3: Legend Bout
- Fire Pro Female Wrestling (ACD)
- Flash Hiders (SCD)
- Forgotten Worlds (SCD)
- Formation Soccer Human Cup '90
- Formation Soccer On J League
- Formation Soccer '95 (SCD, ACD)
- Fray CD: Xak Gaiden (SCD)
- Fushigi no Umi no Nadia (cf. Nadia, le secret de l'eau bleue, SCD)

## G
- Gai Flame
- Gain Ground SX (SCD)
- Gai Shadow: Hisou Kihei Serd
- Gaia No Monsho
- Galaga '88
- Galaxy Deka (detective) Gayvan (SCD)
- Galaxy Fraulien Yuna (SCD)
- Galaxy Fraulien Yuna 2 Eternal Princess (SCD)
- Gambler Jiko Chūshinha (CD)
- Gambler Jiko Chūshinha: Mahjong Puzzle Collection (CD)
- Ganbare! Golf Boys
- Gate of Thunder (SCD)
- Genji Tsushin Agedama
- Genocide (CD)
- Genpei Tōma Den
- Genpei Tōma Den: Kannoni (Samurai Ghost aux États-Unis)
- Genghis Khan II: Clan of the Gray Wolf (SCD)
- Gensou Tairiku Auleria (CD)
- Ghost Manor
- Ghouls'n Ghosts
- Ginga Fukei Densetsu Sapphire (ACD)
- Go! Go! Birdie Chance (SCD)
- God Panic Shijyou Saikyu Gundan (SCD)
- Godzilla Bakutou Retsu Den (SCD)
- Gokuraku Chuka Taisen
- Golden Axe (CD)
- Gomola Speed
- Gotzendiener (SCD)
- Gradius
- Gradius II: Gofer no Yabou (SCD)
- GS Mikami (SCD)
- Gulclight TDF 2 (CD)
- Gulliver Boy (SCD, ACD)
- Gunboat
- Gunhed

## H
- Hana Tahka Daka
- Hani in the Sky
- Hani on the Road
- Hatris
- Hatsukoi Monogatari (SCD)
- Hawk F-123 (SCD)
- Heavy Unit
- Hellfire S: The Another Story (CD)
- High Grenadier (CD)
- Hihou Densetsu Kris No Bouken (CD)
- Hi-Leg Fantasy (SCD)
- Himitsu No Hanazono (SCD)
- Hit the Ice
- Honou No Toukyuu-ji Dozzi Danpei
- Horror Story (SCD)
- Hot Blood High School Dodgeball
- Hot Blood High School Soccer (HC, SCD)
- Human Sports Festival (SCD)
- Hyaku Monogatari (SCD)
- Hyper Wars (SCD)

## I
- Idol Hanafuda Fan Club
- Iga Ninden Gaou (SCD)
- Image Fight
- Image Fight II (SCD)
- Implode (SCD)
- Inoue Mami Kono Hoshi Ni Tatta Hitori no Kimi (SCD)
- Impossamole
- IQ Panic (CD)
- It Came from the Desert (CD)

## J
- Jack Nicklaus' Championship Golf
- Jack Nicklaus' Turbo Golf (HC, CD)
- Jackie Chan's Action Kung Fu
- Jantei Monogatari (CD)
- Jantei Monogatari 2: Kan Ketsu Hen (CD)
- Jantei Monogatari 2: Syutsu Dou Hen (CD)
- Jaseikin Necromancer
- J.B. Harold Murder Club (CD)
- Jigoku Meguri
- Jimmu Densho Yaksa
- J.J. and Jeff (Kato Chan & Ken Chan au Japon)
- J. League Tremendous Soccer '94 (SCD, ACD)
- J Thunder (SCD)
- Jantei Monogatari 3 Saber Angel (SCD)
- Jim Power: In Mutant Planet (SCD)
- John Madden Duo CD Football (SCD)
- Jong Shin Densetsu (ACD)

## K
- Kagamai No Kuni No Legend (CD)
- Kaizou Ningen Shubibinman
- Kaizou Ningen Shubibinman 2 (Shockman aux États-Unis)
- Kaizou Ningen Shubibinman 3: Makai no Princess (CD)
- Kabuki Itouryodan (ACD)
- Kakutou Haou Densetsu Algunos (SCD)
- Kattobi! Takuhai-kun
- Kawa no Nushizuri: Shizenha (CD)
- Kazekiri (SCD)
- Kaze no Densetsu Xanadu (SCD)
- Kaze no Densetsu Xanadu II (SCD)
- Keith Courage in Alpha Zones
- Kiaiden 00 (SCD)
- Kickball
- Kidou Keisatsu Patlabor-Griffon (SCD)
- KiKi KaiKai
- King of Casino
- Kisou Louga (SCD)
- Kisou Louga II: The Ends of Shangrila (SCD)
- Kiyuu Kiyoku Mahjong Idol Graphics Vol 1
- Kiyuu Kiyoku Mahjong Idol Graphics Vol 2
- Klax
- Knight Rider Special
- Kore Ga Pro Yakyuu '89
- Kore Ga Pro Yakyuu '90
- Kung Fu, The (China Warrior aux États-Unis)
- Kyūkyoku Tiger

## L
- Lady Phantom (SCD)
- Lady Sword
- Langrisser: Hikari no Matsuei (SCD)
- Laplace No Ma (SCD)
- Last Alert (CD)
- Last Armageddon (CD)
- L-Dis (CD)
- Legend of Hero Tonma
- Legendary Axe, The (Makyo Densetsu au Japon)
- Legendary Axe II, The
- Legion (CD)
- Lemmings (SCD)
- Liquid Kids
- Linda³ (Super et Arcade CD-ROM²)
- Lode Runner
- Lodoss Tousenki (Chroniques de la guerre de Lodoss, CD)
- Lodoss Tousenki II (Chroniques de la guerre de Lodoss II, SCD)
- Loom (SCD)
- Lord of Wars (CD)
- Lords of Thunder (SCD)
- Lords of the Rising Sun (CD)

## M
- Macross 2036 (CD, SCD)
- Macross Eternal Love Song (SCD)
- Madoh Oh Granzort
- Mad Stalker: Full Metal Force (ACD)
- Madō Monogatari I: Honō no Sotsuenji (ACD)
- Magical Chase
- Magical Dinosaur Tour (CD)
- Magicoal (SCD)
- Mahjong Clinic Special (SCD)
- Mahjong Gakuen Mild
- Mahjong Gakuen Touma Shiro Tojo
- Mahjong Goku Special
- Mahjong Lemon Angel (SCD)
- Mahjong on the Beach (SCD)
- Mahjong Haoden Kaiser's Quest
- Mahjong Shikaka Retsuden Mahjong Wars
- Mahjong Sword Princess Quest Gaiden (SCD, ACD)
- Maho Shoujo Silky Lip (SCD)
- Majin Eiyu Wataru
- Makai Hakkenden Shada
- Makai Prince Dorabo-chan
- Mamono Hunter Youko Makai Kara no Tenkousei (cf. Devil Hunter Yohko, CD)
- Mamono Hunter Youko Tooki Yobikoe (SCD)
- Manhole, The (CD)
- Maniac Pro Wrestling
- Marchen Maze
- Martial Champion (SCD)
- Master of Monsters (CD)
- Megami Tengoku (SCD)
- Meikyu no Elfeene (CD)
- Mesopotamia
- Metal Angel (SCD)
- Metal Angel 2 (SCD)
- Metal Stoker
- Metamor Jupiter (SCD)
- Meteor Blaster DX (SCD)
- Mezon Ikkoku (cf. Maison Ikkoku)
- Might and Magic (CD)
- Might and Magic III: Isles of Terra (SCD)
- Mine Sweeper (CD)
- Mirai Shonen Conan (SCD)
- Mitsubachi Gakuen (CD)
- Mr. Heli
- Momo Tarou Densetsu Gaiden
- Momo Tarou Densetsu II
- Momo Tarou Densetsu Turbo
- Momo Tarou Katsu Geki
- Monster Maker Yami no Ryuu Chishi (SCD)
- Monster Pro Wrestling
- Moonlight Lady (SCD)
- Morita Shogi PC
- Motoroader
- Motoroader 2
- Motoroader MC (SCD)
- Motteke Tamago (SCD)
- Mystic Formula (SCD)

## N
- Naxat Open
- Naxat Stadium
- Nazo No Mascarade
- Necros No Yousai
- Nectaris (Military Madness aux États-Unis)
- Neo Nectaris (SCD)
- Nekketsu Legend Baseball (SCD)
- Nemurenumori No Chiisana Ohanashi (SCD)
- Neutopia
- Neutopia II
- New Adventure Island
- New Zealand Story, The
- Nexzr (SCD)
- Nexzr Special (SCD)
- NHK Taiga Drama: Taiheiki
- Night Creatures
- Niko Niko Pun
- Ninja Gaiden
- Ninja Spirit
- Ninja Warriors, The
- Kyōtarō Nishimura Myst.: Hokutosei No Onna (CD)
- Nobunaga no Yabō: Bushō Fūunroku (SCD)
- Nobunaga no Yabō: Zenkokuban (SCD)
- Noriko (cf. Noriko Ogawa, CD-ROM²)

## O
- Obocchama Kun
- Operation Wolf
- Order of the Griffon
- Ordyne
- Out Live
- Out Run
- Override

## P
- P-47: The Freedom Fighter
- Pac-Land
- Pachiokun Juban Shobu
- Pachiokun Maboroshi No Densetsu (CD)
- Pachiokun 3: Pachisuro & Pachinko (SCD)
- Pachiokun Warau Uchuu (SCD)
- Panic Bomber: Bomberman (SCD)
- Panza Kick Boxing (HC, SCD)
- Paranoia (Psychosis aux États-Unis)
- Parasol Stars
- Parodius Da!
- Pastel Lime (SCD)
- PC Kid (PC Genjin au Japon, Bonk's Adventure aux États-Unis)
- PC Kid 2 (Bonk's Revenge aux États-Unis)
- PC Kid 3 (Bonk 3: Bonk's Big Adventure aux États-Unis)
- PC Pachi-Slot Idol Gambler
- Photograph Boy
- Police Connection (SCD)
- Pomping World (Buster Bros. aux États-Unis, aussi appelé Pang, CD)
- Popful Mail (SCD, ACD)
- Pop 'n Magic (SCD)
- Populous
- Populous: The Promised Lands (SCD)
- Power Drift
- Power Eleven
- Power Gate
- Power Golf
- Power Golf 2: Golfer (SCD)
- Power League
- Power League II
- Power League III
- Power League 4
- Power League 5
- Power League '93
- Power Sports (World Sports Competition aux États-Unis)
- Power Tennis
- Prince of Persia (SCD)
- Princess Maker 1 (SCD)
- Princess Maker 2 (SCD, ACD)
- Princess Minerva (SCD)
- Private Eye Doll (SCD, ACD)
- Pro Tennis World Court
- Pro Yakyū World Stadium
- Pro Yakyū World Stadium '91
- Pro Yakyuu, The (CD)
- Pro Yakyū Super, The (SCD)
- Pro Yakyū Super '94, The (SCD)
- Psycho Chaser
- Psychic Detective Series Vol 3 AYA (SCD)
- Psychic Detective Series Vol 4 Orgel (SCD)
- Psychic Storm (SCD)
- Puyo Puyo CD (SCD)
- Puyo Puyo CD Tsū (SCD)
- Puzzle Boy
- Puzznic

## Q
- Quiz Avenue (CD)
- Quiz Avenue II (CD)
- Quiz Avenue III (SCD)
- Quiz Caravan Cult Q (CD)
- Quiz De Gakuensai (SCD)
- Quiz Marugoto The World (CD)
- Quiz Marugoto The World 2 Time Machine Ni Onegai! (CD)
- Quiz No Hoshi (SCD)
- Quiz Toko Shashin
- Quiz: Tonosama no Yabō (CD)

## R
- R-Type: Part-1
- R-Type: Part-2
- R-Type Complete CD (SCD)
- Rabio Lepus Special
- Racing Spirits
- Raiden
- Rainbow Islands (CD)
- Ranma 1/2 (CD)
- Ranma 1/2 Toraware no Hanayome (CD)
- Ranma 1/2 Datou: Ganso Musabetsu Kakutou-ryuu! (CD, SCD)
- Rayxanber II (CD)
- Rayxanber III (SCD)
- Rastan Saga II
- Red Alert (CD)
- Renny Blaster (SCD)
- Riot Zone (SCD)
- Rising Sun (CD)
- Road Spirits (CD)
- Rock On
- Romance of the Three Kingdoms III: Dragon of Destiny (Sangokushi III, SCD)
- Rom Rom Stadium (CD)
- Ruin Kami no Isan (SCD)
- Ryukyu

## S
- Sadakichi Seven Hideyoshi No Ougon
- Salamander
- Samurai Ghost
- Sankokushi Eiketsu Tenka Ni Nozomu (CD)
- Seiryuu Densetsu Monbit (CD)
- Seisenshi Denshou Jantaku No Kisha (SCD)
- Seiya Monogatari (SCD)
- Sekikehara
- Sengoku Kantou Sankokushi (CD)
- Sengoku Mahjong
- Sexy Idol Mahjong (SCD)
- Sexy Idol Mahjong Yakyuken No Uta (SCD)
- Sexy Idol Mahjong Fashion Monogatari (SCD, ACD)
- Shadow of the Beast (SCD)
- Shanghai
- Shanghai II (CD)
- Shanghai III: Dragon's Eye (CD)
- Shape Shifter (SCD)
- Sherlock Holmes: Consulting Detective (CD)
- Sherlock Holmes: Consulting Detective: Volume II (CD, SCD)
- Shiawase Usagi (SCD)
- Shiawase Usagi II Torawase Usagi Sailor Z (SCD)
- Shinsetsu Shiawase Usagi (SCD)
- Shinsetsu Shiawase Usagi 2 (SCD)
- Shinsetsu Shiawase Usagi F: Yuujiyou Yorimo Aiyoku (SCD)
- Shin Megami Tensei (SCD)
- Shin Onriyou Senki (SCD)
- Shinobi
- Shiryou Sensen
- Shogi Database Giyuu (SCD)
- Shogi Shodan Icchokusen
- Shogi Shoshinsha Muyo
- Side Arms: Hyper Dyne
- Side Arms Special (CD)
- Silent Debuggers
- SimEarth: The Living Planet (SCD)
- Sindibad Chitei No Dai Makyu
- Sinistron
- Skweek
- Slime World (SCD)
- Slot Gambler (SCD)
- Snatcher (SCD)
- Snatcher Pilot Disk (SCD)
- Sokoban World
- Sol Bianca (cf. Sol Bianca, CD)
- Soldier Blade
- Sol: Moonarge (SCD)
- Solid Force (SCD)
- Sorcerian (SCD)
- Sotsugyou Graduation (SCD)
- Sotsugyou Shashin Miki (SCD)
- Sotsugyou II Neo Generation (SCD, ACD)
- Somer Assault
- SonSon II
- Sonic Spike
- Space Fantasy Zone (Jamais sorti, prévu sur CD et SCD)
- Space Harrier
- Space Invaders: Fukkatsu No Hi
- Space Invaders: The Original Game (SCD)
- Special Criminal Investigation
- Spin Pair
- Spiral Wave
- Splash Lake (CD)
- Splatterhouse
- Seirei Senshi Spriggan (CD)
- Spriggan Mark 2: Re Terraform Project (SCD)
- Star Breaker (SCD)
- Star Mobile (CD)
- Star Parodia (SCD)
- Startling Odyssey (SCD)
- Startling Odyssey II (SCD)
- Steam Heart's (SCD)
- Stratego
- Street Fighter II': Champion Edition
- Strider (ACD)
- Strip Fighter II
- Sugoroku '92 Nari Tore Nariagari Trendy  (CD)
- Super Air Zonk: Rockabilly-Paradise (SCD)
- Super Albatross (CD)
- Super Daisenryaku (CD)
- Super Darius (CD)
- Super Darius II (SCD)
- Super Mahjong Taikai (SCD)
- Super Metal Crusher
- Super Momo Tarou Dentetsu
- Super Momo Tarou Dentetsu II
- Super Raiden (SCD)
- Super Real Mahjong P II & III Custom (SCD, ACD)
- Super Real Mahjong P IV Custom (SCD)
- Super Real Mahjong P V Custom (SCD, ACD)
- Super Real Mahjong Special (SCD)
- Super Schwartzschild (CD, SCD)
- Super Schwartzschild 2 (SCD)
- Super Star Soldier
- Super Volleyball
- Susano O Densetsu
- Sword Master (SCD)
- Sylphia (SCD)

## T
- Tadaima Yusha Boshuuchuu (SCD)
- Taiheki (CD)
- Takeda Shingen
- Takin' it to the Hoop
- TaleSpin (cf. Super Baloo)
- Tanjou Debut (SCD, ACD)
- Tatsunoko Fighter
- Tecmo World Cup Super Soccer (SCD)
- Tekipaki Working Love (SCD)
- Tenchi Muyo! Ryo-Oh-Ki (SCD)
- Tenchi O Kurau (SCD)
- Tengai Makyō: Ziria (série connu en occident sous le nom Far East of Eden, CD, SCD)
- Tengai Makyō II: Manjimaru (SCD)
- Tengai Makyō: Fuun Kabukiden (SCD)
- Tenseiryū Saint Dragon
- Tenshi no Uta (SCD)
- Tenshi no Uta II: Da Tenshi no Sentaku (SCD)
- Terra Cresta II
- TerraForming (CD, SCD)
- Thunder Blade
- Tiger Road (Tora He No Michi au Japon)
- Time Cruise
- Time Cruise II
- Timeball
- Titan
- Toilet Kids
- Tokimeki Memorial (SCD)
- Toppu O Nerae! GunBuster Vol. 1 (cf. GunBuster, SCD)
- Toppu O Nerae! GunBuster Vol. 2 (SCD)
- Tower of Druaga, The
- Toy Shop Boys
- Travel Epuru (SCD)
- Travelers! Densetsu wo ButtobaSe (SCD)
- Tricky Kick
- Truxton (Tatsujin au Japon)
- Tsuppari Ozuma Heiseiban
- Tsuru Teru Hito No Jitsen Siyu Siki Bai Game
- Turrican
- TV Show, The (SCD)
- TV Sports Basketball
- TV Sports Football
- TV Sports Hockey

## U
- Uchû Senkan Yamato (cf. Yamato (anime), SCD)
- Ultrabox Sohkan Go (CD)
- Ultrabox 2 Go (CD)
- Ultrabox 3 Go (CD)
- Ultrabox 4 Go (CD)
- Ultrabox 5 Go (CD)
- Ultrabox 6 Go (CD)
- Urusei Yatsura: Stay With You (CD)
- USA Pro Basketball

## V
- Valeur: Mashou Denki, La (CD)
- Valis: The Fantasm Soldier (Mugen Senshi Valis au Japon, SCD)
- Valis II (CD)
- Valis III (CD)
- Valis IV (CD)
- Valkyrie no Densetsu
- Vasteel (CD)
- Vasteel 2 (SCD, ACD)
- Vanilla Syndrome (CD, SCD)
- Veigues: Tactical Gladiator
- Victory Run
- Vigilante
- Violent Soldier
- Virgin Dream (SCD)
- Visual Collection Vol. 1: Cosmic Fantasy (CD)
- Visual Collection Vol. 2: Valis (CD)
- Volfied

## W
- Wai Wai Mahjong
- Wallaby
- Where in the World is Carmen Sandiego? (CD)
- Winning Shot
- Wizardry I & II (SCD)
- Wizardry III & IV (SCD)
- Wizardry V: Heart of the Maelstrom (SCD)
- Wonder Boy III: Monster Lair (CD)
- Wonder Momo
- World Beach Volleyball
- World Circuit
- World Class Baseball
- World Court Tennis
- World Heroes 2 (ACD)
- World Jockey
- Wrestling Angels Double Impact (SCD, ACD)

## X
- Xak I & II (SCD)
- Xak III: The Eternal Recurrence (SCD)
- Xevious: Fardraut Densetsu

## Y
- Yamamura Misa Suspense: Kinsen Ka Kyo E Zara Satsu Jin Ji Ken (SCD)
- Yami No Ketsuzoku Harukanaru Kioku (SCD)
- Yawara! (SCD)
- Yawara! 2 (SCD)
- Yû Yû Hakusho (cf. Yû yû hakusho, SCD)
- Yo' Bro
- Yōkai Dōchūki
- Yokoyama Kouki Shin Sankokushi (CD)
- Ys I: Ancient Ys Vanished[1] (CD)
- Ys II: Ancient Ys Vanished - The Final Chapter[1] (CD)
- Ys III: Wanderers from Ys (CD)
- Ys IV: The Dawn of Ys (SCD)
- Yuu Yuu Jinsei

## Z
- Zan Kagerou No Toki (CD)
- Zero 4 Champ
- Zero 4 Champ II (SCD)
- Zero Wing (CD)
- Zipang

- Haut – A
- B
- C
- D
- E
- F
- G
- H
- I
- J
- K
- L
- M
- N
- O
- P
- Q
- R
- S
- T
- U
- V
- W
- X
- Y
- Z